# ナイジャ・ヒューストン
ナイジャ・イマニ・ヒューストン（Nyjah Imani Huston、1994年11月30日 - ）はアメリカのプロスケートボーダー。2010年、2012年、2014年、2017年、2019年のストリートリーグ・スケートボーディング（SLS）でチャンピオンを獲得しており、また、世界で最高級のスケートボーダーで、2013年5月19日の時点で、過去のどのスケートボーダーよりも多くの賞金を獲得している。2014年、ヒューストンはFoxWeeklyの「史上最も影響力のあるスケートボーダートップ15」で5位にランクインした。  

## 来歴
カリフォルニア州のデイビス出身。父方の祖母は日本人。自身も子供の頃から和食が好きだという。
5歳から父の指導の下スケートボードを始め、7歳の時に初めてのスポンサーが付く。11歳でXゲームズに初出場した。
2006年、家族でプエルトリコに移住しスケートボードからも一旦身を引いたが、両親が別居し、母がヒューストンのきょうだいを連れてカリフォルニアに戻ってしまう。また、父が金銭問題を起こしスポンサーとの関係が悪化。その後、母が裁判により親権を取り戻し、スケートボードの世界にも復帰した。
2010年、15歳の時に、同年に始まったストリートリーグ・スケートボーディング（英語: Street League Skateboarding, SLS）でチャンピオンに輝く。以降SLSやXゲームズなどの著名なコンテストに参戦を続け、2021年の時点でSLSでは総合チャンピオン4回、優勝23回を経験し、Xゲームズでも12回の優勝を誇る。世界ランキングも2021年現在1位である。特にストリート部門で強さを発揮し、出場するたびに優勝候補となっている。トップレベルのコンテストで優勝する確率は57%。  
2018年2月27日、Nike SBより、ヒューストンの滑りを撮影した映像の『’Til Death』が配信された。 この映像が配信されたウェブサイトのTHE BERRICSのサーバーはアクセス過多によりダウンし、その注目度の高さを示した。題名は日本語に訳すと「死ぬまで」であり、「死ぬまでスケボーを続けていく」「死ぬまで攻める」とも解釈できる。
2020年にはブラック・ライヴズ・マター（BLM）運動に際し、日本人と黒人のハーフである父親と肩を組んだ写真を自身のインスタグラムに投稿。自分は25%しか黒人ではないが、黒人であることに誇りを持っていると記した。
2021年、2020年東京オリンピックのスケートボード競技・男子ストリートに出場。結果は8人中7位であった。競技後のインタビューでは、新型コロナウイルス感染症の感染拡大防止のため無観客開催となったことと、34℃にも達した気温について、難しいコンディションであったと述べた。

## 私生活
- 2013年7月のインタビュー時点では、車と宝石に興味があるが、まだ家は所有していないと述べた。しかし、家を購入する考えもあるようである[9]。その後2013年9月に、新しく購入した家の写真をインスタグラムで公開[10]。2014年6月11日に公開されたオレンジ・カウンティ・レジスターのレポート（2014年6月24日に更新）によると、ヒューストンはカリフォルニア州のサン・ファン・キャピストラーノにある270万米ドルの家に住んでいるとされる[11]。

- 全身にタトゥーを入れており、腕には「熱情」の2文字を彫っている[12]。

## 主なコンテストの成績

### 2004年
- ヴォルコム・ダム・アム：4位（ストリート） [13] 、ベストトリック・スモールレール（ストリート）  、ベストトリック・ビッグレール（ストリート）

### 2005年
- タンパアム：1位（ストリート） [13] [14]
- K.R.3.A.M. AM 2005（ストリート）：1位 [15]
- ウェスト49 カナディアンオープン（ストリート）：4位 [16]
- グローバルアサルト2005（ストリート）：2位

### 2006年
- デューアクションスポーツツアー・ライトガードオープン、デンバー（パーク）：2位[13]
- デューアクションスポーツツアー・パナソニックオープン（パーク）：2位 [17]
- デュー・ツアー、総合順位：4位（パーク） [18]
- デューアクションスポーツツアー・バンズインビテーショナル、ポートランド（ストリート）：4位
- Xゲームズ 12ストリートファイナル：8位
- グローバルアサルト：2位（ストリート）  [19]
- バンズ・ダウンタウン・ショーダウン：2位（ベストトリック-ステア）

### 2007年
- eS ゲーム・オブ・スケート・プロ：2位[13] [20]
- etnies グーフィーvsレギュラー（グーフィーチーム）：2位 [21]

### 2008年
- マルーフ・マネー・カップ（ストリート）：2位[18] [22]

### 2009年
- マルーフ・マネー・カップ・プロ（ストリート）：3位[13]
- Xゲームズ：2位（ストリート）  [23]
- ワールドカップスケートボード（ストリート）：年間4位[18] [24]

### 2010年
- タンパプロ：2位
- マルーフ・マネー・カップ 2010 OC：2位（ストリート）
- ストリートリーグ・スケートボーディング：優勝1回、ストリート部門でシリーズチャンピオン [25]
- Xゲームズ：2位（ストリート）

### 2011年
- タンパプロ：2位
- ストリートリーグ・スケートボーディング：優勝3回、シリーズランキング2位[26]
- Xゲームズ ：1位（ストリート） [27]

### 2012年
- ストリートリーグ・スケートボーディング：優勝3回、シリーズチャンピオン

### 2013年
- タンパプロ：2位[28] 、ベストトリック1位[29]
- Xゲームズ：フォス・ド・イグアス、バルセロナ、ロサンゼルスで1位（ストリート）

- ストリートリーグ・スケートボーディング（カンザスシティ）：1位[30]
- キンバリー・ダイヤモンドカップ （ 南アフリカ ）：1位（ストリート） [31]

### 2014年
- タンパプロ：1位
- ストリートリーグスケートボードプロオープン（ロサンゼルス）：1位
- Xゲームオースティン2014 モンスターエナジーメンズスケートボードストリート：1位
- ストリートリーグスケートボーディング（シカゴ）：1位
- ストリートリーグスケートボーディング（ロサンゼルス）：1位
- ストリートリーグスケートボーディングスーパークラウン世界選手権（ニュージャージー）：1位

### 2015年
- タンパプロ：2位
- ストリートリーグ・プロ・オープン（バルセロナ）：1位
- Xゲームズ・スケートボード・ストリート（オースティン）：ゴールド
- ストリートリーグ・スケートボーディング：ロサンゼルスとニュージャージーで2位
- ストリートリーグ・スケートボーディング・スーパークラウン世界選手権（シカゴ）：2位
- キンバリー・ダイヤモンドカップ ：1位（ストリート） [31]

### 2016年
- タンパプロ：4位
- Xゲームズ・スケートボード・ストリート（オスロ）：1位
- レッドブル・ハートラインズ・コンテスト（デトロイト）：1位
- ストリートリーグ・プロ・オープン（バルセロナ）：2位
- Xゲームズ・オースティン2016・モンスターエナジー・メンズスケートボードストリート：2位
- ストリートリーグスケートボーディング：1位と3位を一度ずつ

### 2017年
- タンパプロ：5位
- レッドブル・ハートラインズ・コンテスト（デトロイト）：1位
- ストリートリーグ・プロ・オープン（バルセロナ）：1位
- デュー・ツアー（カリフォルニア）：2位
- ストリートリーグ・スケートボーディング（ミュンヘン）：1位
- ストリートリーグ・スケートボーディング・スーパークラウン世界選手権（ロサンゼルス）：1位
- Xゲームズ（ミネアポリス）：3位

### 2018年
- Xゲームズ・メンズスケートボード・ストリート：ミネアポリスとシドニーで1位
- ストリートリーグ・スケートボーディング・スーパークラウン世界選手権（リオデジャネイロ）：1位

### 2019年
- Xゲームズ・スケートボード・ストリート：上海で1位、ミネアポリスで2位[32] 。ミネアポリスではストリートのベストトリックで優勝した。

- デュー・ツアー：7位 [34]
- ストリートリーグ・スケートボーディング（ロサンゼルス）：8位[35]
- ストリートリーグ・スケートボーディング・スーパークラウン世界選手権（サンパウロ）：1位

## 映像
- エレメントキッズ： トリック （2005）
- エレメント： Elementality Volume 1 （2005）
- エレメント： ブレント・アトリー・プロデビュー・ビデオ （2006）
- グローブ： The Global Assault （2006）
- エレメント： Elementality Volume 2 （2006）
- eS： eSpecial （2007）
- エレメント： This Is My Element （2007）
- シルバー： シルバー・イン・バルセロナ （2008）
- スラッシャー ： ダブルロック （2009）
- エレメント： Rise＆Shine （2011） [36]
- ラップビデオ・バイ・ザ・ゲーム（クリスブラウン、タイガ、ウィズハリファ、リルウェインをフィーチャー）： セレブレーション （2012） [37]
- カメオ・キッド・インク feat.クリス・ブラウン：ショーミー（2014）
- DCシューズ： Nyjah-Fade to Black （2014）